# Teresa de Brunszvik
La comtessa Teresa de Brunszvik (27 de juliol de 1775, Bratislava - † 23 de setembre de 1861, Budapest) fou una noble hongaresa, pedagoga i musicòloga. El seu pare era el comte Antoni Brunszvik i la seva mare la baronessa Anna Seeberg.
Teresa va fundar la primera escola preescolar a Budapest, Hongria, el 27 de maig del 1828. El nom que rebé fou Angyalkert (en hongarès, "jardí àngel") i aviat es propagà en concepte per tot el Regne d'Hongria, fent-se popular entre la noblesa i la classe mitjana. Tot seguit, el 1837, Friedrich Fröbel va fundar el primer jardí d'infància fora d'Hongria, i l'anomenà Kindergarten, que en alemany vol dir "jardí de nens", i amb aquest terme fou exportat cap a Anglaterra i posteriorment als Estats Units i a la resta del món.
Teresa també fou estudiant de Ludwig van Beethoven, el qual li dedicà la Sonata de Piano N.24 en F major, Opus 78.